# Pierre Antonini
Pierre Antonini es un profesor de matemáticas francés retirado y astrónomo aficionado, que ha descubierto varios asteroides y dos supernovas desde su observatorio privado en Bédoin, en el sureste de Francia (Observatorio de Bédoinː Código de observatorio 132). Para realizar la mayor parte de sus descubrimientos usó telescopios de 16 o 30 cm.

## Descubrimientos
Entre 1997 y 1999 descubrió 35 asteroides en solitario. El Minor Planet Center acredita sus descubrimientos como P. Antonini. Antonini también tiene acreditado el descubrimiento de dos supernovas (SN 2000 B y SN 2001dd). En enero de 2004, codescubrió el satélite asteroidal S/2003 (1089) 1, que orbita en torno al asteroide del cinturón principal (1089) Tama.
| Asteroides descubiertos: 35 | Asteroides descubiertos: 35 |
| --------------------------- | --------------------------- |
| (10925) Ventoux             | 28 de enero de 1998         |
| (11147) Delmas              | 6 de diciembre de 1997      |
| (11675) Billboyle           | 15 de febrero de 1998       |
| (13411) OLRAP               | 31 de octubre de 1999       |
| (14533) Roy                 | 24 de agosto de 1997        |
| (15899) Silvain             | 3 de septiembre de 1997     |
| (16892) Vaissière           | 17 de febrero de 1998       |
| (20242) Sagot               | 27 de febrero de 1998       |
| (23784) 1998 QW15           | 22 de agosto de 1998        |
| (24170) 1999 WB13           | 29 de noviembre de 1999     |
| (26206) 1997 PJ4            | 11 de agosto de 1997        |
| (26961) 1997 OY1            | 29 de julio de 1997         |
| (26979) 1997 UR9            | 29 de octubre de 1997       |
| (28021) 1998 BP6            | 22 de enero de 1998         |
| (29677) 1998 XL17           | 15 de diciembre de 1998     |
| (31223) 1998 BJ30           | 28 de enero de 1998         |
| (31255) 1998 DL27           | 27 de febrero de 1998       |
| (33094) 1997 YG5            | 23 de diciembre de 1997     |
| (35675) 1998 XK17           | 15 de diciembre de 1998     |
| (37838) 1998 DF             | 17 de febrero de 1998       |
| (39868) 1998 DM27           | 27 de febrero de 1998       |
| (40765) 1999 TF16           | 10 de octubre de 1999       |
| (41207) 1999 WK9            | 29 de noviembre de 1999     |
| (46772) 1998 HD8            | 21 de abril de 1998         |
| (52585) 1997 ON2            | 29 de julio de 1997         |
| (58669) 1997 YF5            | 20 de diciembre de 1997     |
| (65892) 1998 BH30           | 28 de enero de 1998         |
| (66849) 1999 VM8            | 4 de noviembre de 1999      |
| (74378) 1998 XH11           | 8 de diciembre de 1998      |
| (79426) 1997 QZ             | 24 de agosto de 1997        |
| (90983) 1997 XU5            | 6 de diciembre de 1997      |
| (96343) 1997 RS1            | 3 de septiembre de 1997     |
| (100546) 1997 EU32          | 13 de marzo de 1997         |
| (100977) 1998 QJ26          | 25 de agosto de 1998        |
| (155437) 1998 DE            | 17 de febrero de 1998       |

| SN 2000B  | 17 de enero de 2000 |
| SN 2001dd | 14 de julio de 2001 |

## Epónimos
El asteroide del cinturón principal (12580) Antonini, descubierto en 1999 por Laurent Bernasconi, fue nombrado en su honor.